# Beresnegowatoje-Snigirjower Operation
Die Beresnegowatoe-Snigirjower Operation (russisch: Березнеговато-Снигирёвская операция) war eine Angriffsoperation der Roten Armee im Zweiten Weltkrieg, die von der 3. Ukrainischen Front durchgeführt wurde. Sie dauerte vom 6. März bis zum 18. März 1944. Diese Operation war eine von zehn Operationen, die zusammen die strategische Dnepr-Karpaten-Operation bildeten.

## Vorgeschichte
Nachdem die deutsche 6. Armee den letzten östlichen Dnepr-Brückenkopf bei Nikopol aufgegeben hatte und bei Kriwoi Rog geschlagen worden war, erfolgte der Rückzug über den Fluss Ingulez. Das Oberkommando der Wehrmacht beschloss, diesen Fluss als Verteidigungslinie zu nutzen. In der Nacht des 3. März griff die 8. Gardearmee plötzlich im Aufmarschgebiet am gegenüberliegenden Ufer, westlich von Schirokoje erfolgreich an. Basierend auf diesem Erfolg, wurde vom Befehlshaber der 3. Ukrainischen Front, Armeegeneral Malinowski beschlossen, mit der 8. Gardearmee und der 46. Armee einen Frontdurchbruch über Nowy Bug zu führen. Dabei sollte die mechanische Kavalleriegruppe des Generalleutnant Pliew über Nowy Bug im Rücken der deutschen Front vorgehen und alle gegnerischen Verbände im Raum östlich von Nikolajew abschneiden.

## Truppenstärke
| Teilnehmer                | Truppenstärke | Artillerie | Panzer | Flugzeug |
| ------------------------- | --- | ---------- | ------ | -------- |
| Sowjetunion               | etwa 500.000 Mann (57 Schützen- und 3 Kavallerie-Divisionen, 2 mechanisierte Korps und 1 Panzerkorps) | 7184       | 573    | 593      |
| Deutsches Reich, Rumänien | etwa 500.000 Mann: 6. Armee (9., 15., 17., 62., 76., 79., 123., 125., 257., 258., 294., 302., 304., 306., 335., 370. Infanterie-Division; 5. Luftwaffen-Felddivision, 153. Division, 97. Jäger-Division; 3., 9., 23., und 24. Panzerdivision; 16. Panzergrenadier-Division; 14., 15. und 21. rumänische Division; 93. und 560. Panzerbataillon, 209., 232., 236., 243., 259., 277., 278., 286. Sturmgeschütz-Brigade und andere Einheiten); und rumänische 3. Armee. (Insgesamt 34 Divisionen, darunter 29 Infanterie-, 4 Panzer- und 1 Panzergrenadier-Division). | 2386       | 359    | 550      |

## Verlauf
Der sowjetische Angriff begann am Morgen des 6. März 1944. Während im Verband der sowjetischen 46. Armee (Generalleutnant Glagolew) das 23. Panzerkorps (102 Panzer und 16 Selbstfahrlafetten) unter General Puschkin den Durchbruch erreichen sollte, wurde im Verband der 8. Gardearmee (General Tschuikow) die Mechanische Kavalleriegruppe Plijew mit dem 4. Garde-mechanisierte Korps (unter Generalleutnant Tanaschishin mit 100 Panzern und 23 Selbstfahrlafetten) sowie das 4. Garde-Kavallerie-Korps als Unterstützung eingesetzt. Erst am Abend des ersten Angrifftages wurde die  Kavalleriegruppe Plijew in die Operation eingeführt.
Plijews Truppen drangen trotz schlechter Wetterbedingungen am Morgen des 8. März aus mehreren Richtungen in Nowy Bug ein: Teile der 9. Garde-Kavalleriedivision (Generalmajor Tutarinow) aus dem Osten, das 4. Garde-mechanisierte Korps (General Tanaschishin) aus dem Nordosten und die 30. Kavallerie-Division (Generalmajor Golowskoj) vom Süden und Südwesten. Die Bahnlinie Dolinskaja–Nikolajew war unterbrochen und die noch zusammenhängende Front der deutschen 6. Armee gespalten.
Truppen der sowjetischen 6. Armee (Generalleutnant Schljomin), der 5. Stoßarmee (General Zwetajew) und die am Südflügel eingesetzte 28. Armee führten gleichzeitig Angriffe gegen den rechten Flügel (LXXII. und XXXXIV. Armeekorps) der  6. Armee durch.
Am 11. und 12. März konnten die 49. Garde-Schützendivision (Oberst W. F. Margelow) und die 295. Schützen-Division (Oberst A. P. Dorofejew) der 28. Armee (Generalleutnant Gretschkin) den Dnepr bei Kachowka überqueren und am anderen Ufer Brückenköpfe anlegen. Am 11. März fiel Beryslaw in sowjetische Hände und am 13. März wurde die Stadt Cherson befreit.
Am nördlichen Abschnitt hatte die durchgebrochene Kavalleriegruppe Plijew planmäßig noch am Abend des 9. März nach Süden eingedreht, in heftigen Kämpfen Baschtanka befreit und war weiter nach Süden vorgedrungen. Am 13. März näherten sich sowjetische Truppen Snigirjowka, dabei wurde der Nachrichtendienst der 6. Armee unterbrochen, gleichzeitig wurden etwa 13 Divisionen (XVII., XXXXIV., LII. und IV. Armeekorps) kurzfristig eingekesselt. Die Kavalleriegruppe Plijew war selbst allerdings nicht stark genug, eine dichte Front im Westen zu bilden. Die Masse der 8. Gardearmee kämpfte derweil noch im Raum Baschtanka und Wladimirowka gegen das deutsche XXIX. Armeekorps. Das 37. Schützenkorps (Generalmajor Sergei F. Gorochow) der 5. Stoßarmee, das vom Osten auf Snigirjowka vorging, war wegen der Dislozierung für diese Aufgabe nicht verfügbar.
Am 13. März gab Generaloberst Karl-Adolf Hollidt den eingeschlossenen Truppen den Befehl, sofort nach Westen auszubrechen. Fast die gesamte Artillerie und die Ausrüstung musste dabei aufgegeben werden. Besonders große Verluste hatten die 370., die 304., die 335. und die 9. Infanterie-Division. Am 15. März wurden Beresnegowatoje und Snigirjowka von sowjetischen Truppen befreit.
Die deutschen Truppen zogen sich hinter den südlichen Bug zurück. Am rechten Flügel der 3. Ukrainischen Front hatten derweil auch die 57. und 37. Armee erfolgreich operiert. Während der Verfolgung des sich zurückziehenden Gegners wurden am 12. März der Bahnknotenpunkt Dolinskaja und am 16. März der Straßenknotenpunkt Bobrinez besetzt.
In der Nacht vom 18. auf den 19. März 1944 hatte auch die 394. Schützendivision der 46. Armee den Südlichen Bug überquert und konnte auf dem westlichen Ufer einen Brückenkopf bilden. Links davon gelangte die 8. Gardearmee südlich von Nowaja Odessa auf das westliche Ufer des Flusses und bereitete den Angriff auf Odessa vor.
Erst am 24. März konnte die 37. Armee die Stadt Wosnessensk befreien und am westlichen Bug-Ufer einen weiteren Brückenkopf anlegen.

## Folgen
Innerhalb von 13 Tagen gelang es der 3. Ukrainischen Front, die 6. Armee entscheidend zu schlagen. Umfangreiches sowjetisches Gebiet (mehr als 20.000 km²) zwischen Ingulez und Südlichem Bug wurde befreit. Die 125. Infanteriedivision wurde zerschlagen und vom Oberkommando der Wehrmacht aufgelöst. Die 16. Panzergrenadier-Division verlor zwei Drittel ihrer Stärke, die 9. Panzerdivision, die 15., die 294., die 302., die 304. und die 335. Infanteriedivision verloren 50 % Stärke und fast alle Technik; 13.700 deutsche Soldaten und Offiziere wurden gefangen genommen. Generaloberst Hollidt wurde Ende März 1944 als Oberbefehlshaber der 6. Armee abberufen. Für die Sowjetunion entstanden günstige Bedingungen für die Befreiung der Krim.